# 황토로
황토로(Hwangto-ro)는 전북특별자치도 김제시 황산면에서 김제시 백구면을 잇는 115.8km 도로이다

## 주요 경유지
전북특별자치도
- 김제시 (황산면 . 금구면 . 용지면 . 백구면)

## 노선
| 이름         | 접속 노선                     | 소재지 | 소재지 | 비고 |
| ------------ | ----------------------------- | ------ | ------ | ---- |
| (이름 없음)  | 용마로                        | 김제시 | 황산면 |      |
| 용마교       |                               | 김제시 | 금구면 |      |
| 청운교       |                               | 김제시 | 금구면 |      |
| 불노사거리   | 지방도 제716호선 (콩쥐팥쥐로) | 김제시 | 용지면 |      |
| 도리실사거리 | 석정로                        | 김제시 | 용지면 |      |
| 마교         |                               | 김제시 | 용지면 |      |
| (이름 없음)  | 지방도 제702호선 (용지로)     | 김제시 | 용지면 |      |
| 반월삼거리   | 국도 제26호선 (번영로)        | 김제시 | 백구면 |      |

## 주요 시설및 건물
- 모산보건진료소 (황토로 418/용암리 84-69)
- 용지중학교(황토로 702/구암리 258-1)
- 농협 용지농협 본점 (황토로 755/구암리 356)
- 농협 용지 농협주유소 (황토로 758/구암리 437-6)
- 부용초등학교(황토로 1030/월봉리 57-2)
- 백구119지역대 (황토로 1038/월봉리 169)